# Eugène Delaporte (peintre)
Ne doit pas être confondu avec Eugène Delaporte ou Eugénie Delaporte.
Pour les articles homonymes, voir Delaporte.
Maurice Eugène Delaporte, né à Versailles le 31 mai 1878 où il est mort le 8 avril 1964, est un peintre français.

## Biographie
Élève de Jean-Léon Gérôme, il expose en 1929 aux Galeries Durand-Ruel une série nommée Versailles, ses jardins, ses intérieures ainsi que des vues de Paris, de Bièvres, de Louveciennes et de Bretagne et présente à la Société nationale des beaux-arts, la même année, les toiles Le Cabinet du grand dauphin (château de Versailles) et Nymphe accroupie.